# سنتی (کارولینای جنوبی)
سنتی(به انگلیسی: Santee) شهری در ایالت کارولینای جنوبی کشور ایالات متحده آمریکا است که جمعیت آن در سرشماری سال ۲۰۱۰ میلادی، ۹۶۱ نفر بوده‌است.